# Batman: La Noche de los Búhos
"Batman: La Noche de los Búhos" es una historia crossover de cómics publicada por la editorial DC Comics a mediados del año 2012, y presentando a la familia de personajes de Batman. Escrita principalmente por Scott Snyder, el arco es la primera historia de crossover de The New 52.
La historia enfrenta a Batman y sus aliados contra la organización de la Corte de los Búhos mientras intentan cimentar su control sobre Ciudad Gótica, la cual han estado manipulando en secreto durante siglos. Según lo descrito por el escritor de Nightwing Kyle Higgins, la serie es el seguimiento de Batman: Puertas de Gótica y divulga más de la historia de la ciudad antes del cambio de siglo. El escritor Scott Snyder describió el cruce como el primer arco argumental de una trilogía de Batman que ha sido planeando. Según Snyder, en términos de cronología interna, el arco de la historia tiene lugar en una sola noche dentro de su arco completo de Batman "La Corte de los Búhos".

## Resumen de la trama
El arco de la historia se extiende a través de varios libros de historietas, cada uno construyendo la historia para Batman: La Noche de los Búhos siguiendo a los diferentes personajes de Ciudad Gótica mientras lidian con la embestida de la Corte de los Búhos. Al escuchar una llamada de socorro de Alfred, todos los miembros de la "Familia de Murciélagos" corren hacia varios objetivos en un intento de salvarlos de los Asesinos de la Corte, las Garras.
En Batman, los garras descienden sobre Wayne Manor y se infiltran en la Baticueva, causando que Bruce defienda su casa y su base de los intrusos antes de dirigirse al asedio de la Corte en la Ciudad Gótica. En Detective Comics, Batman se dirige rápidamente al Asilo Arkham después de defender su casa para evitar que la Corte asesine a Jeremiah Arkham. Los problemas de identidad de Nightwing siguen al encuentro de Dick Grayson con las garras de la corte, y tiene más significado ya que Dick fue preparado como un niño para convertirse en un garra él mismo mientras era miembro del Haley's Circus. En el asunto de Batman y Robin, Robin tiene la tarea de enfrentarse a las Garras amenazando a un general militar de alto rango destinado a morir por la Corte.
En Batichica, Barbara corre para evitar que una de las Garras de la Corte mate a su padre, el Comisionado Gordon, debido a su lugar en la estructura de poder de Ciudad Gótica que la Corte está intentando desmantelar.
Para concluir el cruce de Batman: La Noche de los Búhos, Batman Annual # 1 ahondó en la historia de The New 52 del Sr. Frío, que ahora tiene un vínculo con la Corte.

### Antecedentes
La historia principal del crossover proviene de la década de 1880 durante el período del salvaje oeste. Después de construir la antigua torre Wayne, Alan Wayne quita el decimotercer piso; en su lugar, combina los pisos duodécimo y decimocuarto juntos debido a sus supersticiones.
Amadeus Arkham y Jonah Hex van a reunirse en Ciudad Gótica para investigar los crímenes cometidos por la Religión del Crimen. Poco después de resolver el misterio, el dúo terminó en el caso de niños desaparecidos que eventualmente hicieron que Hex y Arkham llegaran a la Baticueva. En la Baticueva, se encuentran con los últimos remanentes hostiles de los Miagani, la tribu de nativos americanos endémica de la región de Ciudad Gótica, pero se les permite salir a Wayne Manor después de matar a un murciélago prehistórico gigante. Al llegar afuera del Wayne Manor, Alan Wayne los encuentra y decide ayudar a los dos a encontrar al líder detrás de los niños desaparecidos. Poco después, Hex es recibido por una Garra mujer que mata a Moody, alguien declaró una responsabilidad ante el Tribunal de Búhos. Hex señala que el garra es un acróbata y recuerda una esposa que tenía que era acróbata.
Alan, y sus amigos Edward Elliot, Theodore Cobblepot, y Burton Crowne más tarde observan a un artista callejero cuyo padre murió durante la construcción del Puente Kane. El artista callejero, sin embargo, no es hijo de Ciudad Gótica y logra detener a un carterista que está haciendo su negocio sucio durante la presentación. El hombre que fue robado lleva al chico al circo de Haley. En Haley's, el niño se convierte en un talentoso lanzador de cuchillos, pero eventualmente regresa a Ciudad Gótica como un héroe y se enamora de Amelia Crowne. Sin embargo, Burton desaprueba la relación de los dos, y cuando descubren que Amelia está embarazada, rechazan a William. Sintiéndose marginado, se creía un "gris": su alusión al límite entre los ricos y los pobres en la sociedad de Ciudad Gótica ("blanco" como rico, "negro" como pobre). Cuando Nathaniel Haley le ofrece ser un miembro de la Corte, William acepta y en unos meses se convierte en la mejor Garra que haya vivido. William le roba a su hijo y lo confía a Nathaniel, pidiéndole que críe al niño como el "Hijo gris de Ciudad Gótica"; dando al niño el apellido, Grayson.
A principios de la década de 1920, un loco Alan Wayne, creyéndose perseguido por los Garras de los años 20, termina en las alcantarillas, donde es atacado y torturado. Como no dio una gran pelea, el garra le muestra la imagen de Alan y se deshace de su cadáver, que es encontrado más tarde. Alrededor de cincuenta y cinco años después, Jarvis Pennyworth le escribe a su hijo, Alfred, para decirle que no vaya a servir a la familia Wayne. Jarvis está corriendo en su automóvil para tratar de escapar de Wayne Manor, culpando a la caída de los Waynes de Martha Wayne y él mismo, pero es descubierto por un garra y es asesinado. Diez años más tarde, un joven Bruce Wayne, pensando que es un presagio enviado por la corte, asesina a un nido de lechuzas en su azotea, creyendo que el tribunal de búhos contrató a Joe Chill. Para asesinar a sus padres Alton Carver es sometido a la prueba final por el maestro de ceremonias del Circo de Haley, para escapar de un incendio, que Alton logra crear, aunque está gravemente quemado. Algún tiempo después, Alton asume el papel de un garra.
Algún tiempo después de que Bruce se haya puesto el traje de Batman, Alton, un garra que ha tenido el manto más tiempo que el resto, se está volviendo más descuidado en su trabajo. El Tribunal le dice a Alton que será retirado. Asustado, Alton se apresura a ver quién lo reemplazará. Él descubre que es Richard Grayson/Nightwing, el heredero de William Cobb. Poco después, Alton es sometido a su última prueba, pero es detenido por Batman, quien había investigado la existencia de la Corte cuando era niño, pero nunca encontró ninguna evidencia que respalde su teoría.

### "La corte de los búhos"
Nightwing y Batman investigan un brote en el Asilo Arkham, lo que lleva a Batman a investigar acerca de un hombre que advirtió a Nightwing sobre la Corte de los Búhos. Cuando Dick Grayson es atacado por Saiko, un misterioso hombre con "armaduras de cuerpo a cabeza y armas blancas". Saiko confunde a Grayson llamándolo el asesino más notorio de Ciudad Gótica. Grayson puede ponerse su disfraz cuando la policía distrae a Saiko y comienza a luchar, eventualmente derrotándolo. El Sr. Haley, que había descubierto la identidad secreta de Nightwing años antes, le cuenta a Saiko mientras es torturada y mortalmente herida, dejando el Haley's Circus para que Grayson lo herede. Raya, la antigua amiga de la infancia de Grayson y miembro del Haley's Circus, se convierte en su interés romántico por un corto tiempo.
Durante una reunión con Lincoln March, un candidato a alcalde, Bruce es atacado por un asesino vestido como un garra. Mientras Bruce logra derrotarlo, se da cuenta de la dificultad que traerá este oponente después de que el garra se arroja desde 30 pisos de la torre Wayne, y se despierta para evitar su viaje a la morgue. Bruce nota que el asesino estaba vestido como un garra, una figura mítica de una vieja canción de cuna sobre Ciudad Gótica llamada Corte de los Búhos.
Nightwing, habiendo tomado el Circo de Haley, conduce a Chicago y Miami, donde usa las últimas palabras del Sr. Haley para encontrar un misterioso Libro Negro de Nombres, del cual no reconoce ninguno excepto el suyo.
Mientras investiga el ataque del garra, Batman encuentra un "nido de lechuza" en la Vieja Torre Wayne, escondido entre los pisos 12 y 14. Antes de que pueda seguir investigando, lanza un cable de disparo, destruyendo la base. Batman luego profundiza en la historia de su familia, investigando la muerte de su bisabuelo, Alan Wayne, que se había obsesionado con los búhos hacia el final de su vida. Después de encontrar muchos más nidos de búho ocultos en edificios construidos por un fideicomiso establecido por Alan Wayne, analiza los huesos de Alan, descubriendo que su muerte no fue accidental como se creía anteriormente, y descubre pistas que lo conducen a la alcantarilla, donde es emboscado por el garra y se suelta en un enorme laberinto subterráneo.
Mientras Nightwing lucha contra el demonio Zohna en Nueva Orleans, su novia Raya se encuentra con Saiko. Saiko revela que conoce el Libro Negro de los Nombres y duerme con Raya, y se revela a sí mismo como el amigo de la infancia de Nightwing, Raymond. Nightwing esta confundido en cuanto a por qué Saiko no lo ha atacado e investiga el caso, utilizando sus habilidades aprendidas de su tiempo con Batman. Con Bruce todavía desaparecido, Nightwing se entera de un espectáculo conmemorativo de Flying Grayson planeado en Ciudad Gótica. Saiko le revela a Raya que planea matar a Grayson en el espectáculo conmemorativo. En el espectáculo, Nightwing confronta a Saiko quien, para sorpresa de Grayson, se revela a sí mismo como Raymond. Porque antes de que Bruce lo tomara, se suponía que Grayson sería el próximo garra, a su vez, Raymond lo culpa por la tortura que recibió. Durante la pelea,
Durante ocho días, Cobb tortura a Batman en un laberinto que contiene retratos de Ciudad Gótica en el Salvaje Oeste que también detalla la historia de Ciudad Gótica. Cuando Batman comienza a resolver el misterio que se le presenta, se da cuenta de que la Corte está tratando de socavarlo a él y su presencia en Ciudad Gótica para "romperlo". Batman llega a una sala de ataúdes, pero no los abre, deseando resolver el resto del misterio primero y es atacado y empalado por Cobb. Cobb revela que, como Batman era un enemigo tan digno, la corte colgará sus huesos en el laberinto, un honor que solo tres antes que él han recibido. Cobb lleva a Batman a una sala llena de miembros del Tribunal de los Búhos que deciden qué harán con Batman. Permiten que el miembro más joven elija el destino de Batman, una joven que dice que quiere que Cobb lo "hiera más".
Cobb comienza a golpear sin piedad a Batman hasta el punto de que desea la muerte; los miembros de la Corte comienzan a enjambrar el cuerpo de Batman para recoger trofeos. Sin embargo, rechazando la derrota, revive, sorprende a la corte y persigue a Cobb con todo lo que le queda. Batman es capaz de derrotar a Cobb en la batalla y prácticamente lo mata, deteniéndose en el último momento. Usando sus habilidades de detective, su conocimiento de Ciudad Gótica, explosivos y material de construcción, es capaz de escapar. Lo hace construyendo un explosivo improvisado a partir de los productos químicos que obtuvo de la cámara de estilo antiguo de la corte y hace un agujero a través de un mármol "más suave" para escapar al río subterráneo de Ciudad Gótica. Después de ver la brutalidad de Batman y darse cuenta de la influencia que tiene en la ciudad, el Tribunal de Búhos decide despertar a todas sus Garras.
Como Nightwing lucha contra Saiko, le revela a Nightwing que debido a su adopción por Bruce Wayne, Saiko fue capturado por el Corte de los Búhos en lugar de Nightwing. Después de una batalla con Saiko, el villano cae a su muerte y Nightwing se siente responsable. Nightwing regresa a la Baticueva donde Bruce estudia el cuerpo de William Cobb, recuperado por Alfred. Bruce revela que debido a un agente en la sangre de los garras, estos pueden revivir ellos mismos, lo que Cobb no puede hacer debido a un agente refrescante que Bruce está bombeando a la sangre de Cobb. Bruce luego le revela a Nightwing que Cobb es en realidad el bisabuelo de Nightwing y que Nightwing estaba destinado a ser un garra, un objetivo detenido por su adopción.

### "Noche de los búhos"
Escudriñando la base del Pingüino, Selina Kyle y su amante Spark deciden cometer espionaje contra el jefe de la banda. La Corte de Búhos, enojada por la derrota de Cobb a manos de Batman, despierta a todas sus otras Garras para recuperar Ciudad Gótica. También se deshacen del cuerpo de Cobb para que Alfred Pennyworth lo encuentre. El objetivo de la Corte es demostrar que son la leyenda superior de Ciudad Gótica, y no Batman. Los Búhos primero atacan a la Baticueva, pero el lesionado Bruce todavía logra derrotar a varios de ellos debido a su estilo de combate obsoleto. Alfred descubre los cuarenta objetivos de los búhos y envía un mensaje de radio a la familia Batmanpor ayuda Tim Drake y Jason Todd reciben uno y deciden proteger al Sr. Frío. Bruce usa un traje de Batman blindado para poder luchar contra todos los Búhos, mientras que uno de los Búhos revive a William Cobb.
Las Aves de Presa son unos de los primeros garras despiadados y crueles en sus métodos, y que quieren matar a "alimañas callejeras". Nightwing recibe el mensaje y va a salvar al alcalde Sebastian Hady. Nightwing no tiene ningún problema en matar al garra atacando a Hady debido a que ya está muerto, pero al detenerlo es acuchillado en el pecho por un Cobb revivido, quien acredita a Nightwing, como su descendiente, y trabajando para Batman cometió su peor traición. Cuando Selina y Spark llegan para robarle al Pingüino, ven que el auto del Pingüino se va, pero no son conscientes de que el Pingüino mismo todavía está vivo y está siendo brutalmente golpeado por Ephraim Newman, un garra. Bruce, mientras tanto, continúa luchando contra las Garras que invaden la Baticueva y finalmente logra detenerlos, y se dirige a salvar a Jeremiah Arkham que está luchando contra las Garras a través de Roman Sionis, Máscara negra. Nightwing es brutalmente golpeado por Cobb quien sigue burlándose de él; Cobb exige que su heredero lo impresione, finalmente se da por vencido y dice que Nightwing es un desperdicio. Nightwing, sin embargo, toma represalias y electrocuta a Cobb, luego se ofrece a proteger a Jeremiah Arkham de Batman.
Selina y Spark controlan la pelea y mientras Spark desea retirarse, Selina se lanza a la pelea. Después de darle Arkham a Nightwing, Batman va a salvar a Lincoln March. Bruce combate a Alton Carver, el garra enviado a matar a March, pero no puede evitar que Carver mate a March, un candidato a la alcaldía que quería hacer de Ciudad Gótica un lugar mejor. March le da a Batman un paquete que mejorará Ciudad Gótica y Bruce se dirige a incendiar la guarida de la Corte de los Búhos. Damian se dirige a las afueras de Ciudad Gótica y decapita a un garra que estaba buscando matar a un general del ejército y Batwing procede a mutilar a un garra que quería asesinar a Lucius Fox.
Batichica procede a conocer a una garra llamada Mary, que cuando ve a Batichica simplemente la acaricia en la cara. Batichica saca un pedazo de papel de Mary. Las bombas de globo lanzadas por la Corte de los Búhos también comienzan a explotar en lugares al azar. Batichica luego empuja a Mary en una bomba de globo, matándola. Sin embargo, el factor de curación de Mary la mantiene apenas viva, y Batichica la mantiene atada a la Batiseñal, que en ese momento había sido saboteada para mostrar a un enorme búho. Batichica luego cambia el búho con el murciélago original. Los Outlaws capturan al Sr. Frío y Red Hood termina teniendo un "corazón a corazón" con un garra, quien eventualmente decide que quiere tener el control de la segunda vez que es asesinado, y le ruega a Red Hood que lo ejecute. La batalla contra los Búhos comienza a seguir el camino de los ciudadanos de Ciudad Gótica. Alton luego se despierta, creyéndose finalmente libre del miedo y todo lo que lo ha atado. El Sr. Frío, sin embargo, escapa e intenta matar a Bruce Wayne, pero una vez más termina siendo detenido dos veces en un día.
Selina y Spark inicialmente piensan que han matado al garra, pero luego se dan cuenta de que el garra es, en cierto modo, inmortal. Efraín toma el látigo de Selina y comienza a vencer sin piedad a Spark y luego estrangular al amante de Selina con Selina sin entenderlo. Selina decide negociar con el garra, ofreciéndole un juego completo de dagas garra. Efraín comienza a escuchar pero el Pingüino le dispara en la cabeza. Selina y Spark eventualmente deciden no robar las dagas garra que Pingüino originalmente tenía en su poder y se dirigen a depositar el cuerpo del garra, que dejan en la Batiseñal, con la Noche de los Búhos llegando a su fin.

### Fallout
Después de la batalla, Bruce rastrea el liderazgo de la agrupación de la Corte de Búhos en Ciudad Gótica a la familia Powers. Sin embargo, cuando encuentra a la Corte, todos están muertos por el veneno. Al día siguiente, confundido si la Corte mató o no a sus padres, deduce al hombre detrás de la muerte de la Corte. Enfrentado con el candidato a la alcaldía, Lincoln March, ahora no muerto, se entera de que utilizó el suero garra del Sr. Frío para sobrevivir, y que siempre fue miembro de la Corte. Lincoln march equipa una armadura de poder creada para una nueva generación de garras hecha para competir con Batman y revela que él cree ser Thomas Wayne Jr. Sabiendo muy bien la identidad de Batman, acusa a Bruce de la muerte de Thomas y Martha Wayne. Los dos participan rápidamente en combates, que marzo dice "Búho contra Murciélago". Después de una larga pelea a través de los cielos de Ciudad Gótica, March queda atrapado en una explosión destinada a matar a Bruce. Más tarde, no se encuentra ningún cuerpo. Bruce admite a Dick que aunque es escéptico de las afirmaciones de March y cree que sus padres le habrían dicho que tenía un hermano, sin el cuerpo de March y una prueba de ADN, no puede probar o desmentir de manera concluyente las afirmaciones de March.

## Títulos
Los siguientes títulos fueron anunciados para ser parte del crossover. Detective Comics originalmente no era parte del crossover, pero el 23 de febrero de 2012 se anunció que se incluiría.
Una novela gráfica llamada Batman: La Noche de los Búhos fue lanzada en 2013, recopilando todas las historias individuales.

### Series implicadas
- Batman, vol. 2, #1-12
- Nightwing, vol. 3, #1-7

### Noche de los búhos
- All-Star Western, vol. 3, #9
- Batichica, vol. 4, #9
- Batman, vol. 2, #8-9 & Annual #1
- Batman y Robin, vol. 2, #9
- Batman: The Dark Knight, vol. 2, #9
- Batwing #9
- Birds of Prey, vol. 3, #9
- Catwoman, vol. 4, #9
- Detective Comics, vol. 2, #9
- Nightwing, vol. 3, #8-9
- Red Hood and the Outlaws #9

## Consecuencias
Uno de los títulos presentados en la tercera ola de The New 52 fue la garra (octubre de 2012, portada fechada en diciembre de 2012), presentando un nuevo personaje llamado Calvin Rose, un ex garra en persona, huyendo de la Corte de los Búhos.

## En otros medios
La película animada de 2015, Batman vs. Robin, adapta la Noche de los búhos.